# Erih Koš
Erih Koš, Erich Kosch (* 15. April 1913 in Sarajevo; † 25. Mai 2010 in Belgrad) war ein jugoslawischer bzw. serbischer Schriftsteller und Übersetzer, der auch das Pseudonym E. Minić benutzte.

## Leben und Wirken
Er studierte Rechtswissenschaft an der Universität Belgrad und war seit 1935 dort als Jurist tätig. 1938 wurde er als Kommunist verurteilt, 1941 ging er in den Widerstandskampf und hatte nach dem Zweiten Weltkrieg im kommunistischen Jugoslawien verschiedene kulturpolitische Funktionen inne und war kurzzeitig auch Diplomat. Koš war Mitglied der Serbischen Akademie der Wissenschaften und Künste (SANU). Er lebte zuletzt in Belgrad.
Koš verfasste hauptsächlich Romane und Erzählungen, die Themen des Widerstands oder Probleme der jugoslawischen Gesellschaft behandeln. Er geißelte kleinbürgerliches Verhalten, indem er in seinen oft allegorischen Satiren (Wal-Rummel, Eis, Die Spatzen von Van Pe) und psychologischen Romanen (Montenegro - Montenegro, Mreže) sowohl Kollektivpsychosen als auch das Handeln des Einzelnen darstellte. Neben dem Erzählwerk verfasste er geistreiche Essays und übersetzte Goethe und Chamisso aus dem Deutschen.
Mit Mreže gewann er 1967 den renommierten NIN-Preis.

## Werke
- U vatri, Erzählungen 1947
- Tri hronike, Erzählungen 1949
- Zapisi o mladim ljudima, 1950
- Vreme, Erzählungen 1952
- Čudnovata povest o Kitu Velikom takođe zvanom Veliki Mak, Roman 1956 (dt. Wal-Rummel, 1965)
- Il tifo, Roman 1958 (dt. Montenegro - Montenegro, 1967)
- Kao vuci, Erzählungen 1958
- Sneg i led, Roman 1961 (dt. Eis, 1970)
- Novosadski pokolj, Roman 1961
- Vrapci Van Pea, Roman 1962 (dt. Die Spatzen von Van Pe, 1964)
- Prvo lice jednine, Erzählungen 1963
- Imena, Roman 1964
- Taj prokleti zanat spisateljski, Essays 1965
- Mreže, Roman 1967
- Satire, 1968
- Mešano društvo, Erzählungen 1969
- Dosije Hrabak, Roman 1971 (dt. Die Akte Hrabak, 1991)
- Zašto da ne? 1971
- Cveće i bodlje, Erzählungen 1972
- Die besten Jahre, Erzählung dt. 1972
- Na autobuskoj stanici, Erzählungen 1974
- U potrazi za Mesijom, 2 Bde., Roman 1978
- Izabrana prozna dela, 8 Bde. 1983
- Bosanske priče, Erzählungen 1984
- Satira i satiričari, Essays 1985
- Šamforova smrt, Roman 1986
- Pisac govora, Roman 1989
- Uzgredne zabeleške, Aphorismen 1990
- Miševi, Roman 1991
- Kuča 25a, Roman 1994

Übersetzungen erschienen in den USA, Großbritannien, den Niederlanden, der ehemaligen Tschechoslowakei, der ehemaligen UdSSR, in Bulgarien, Finnland, Italien, Ungarn und Deutschland.